# Sonata per pianoforte n. 15 (Mozart)
La sonata per pianoforte n. 15 in fa maggiore, K. 533/494 è una composizione di Wolfgang Amadeus Mozart.

## Storia
Il compositore inserì i primi due movimenti della sonata nel proprio catalogo tematico autografo, alla data del 3 gennaio 1788, come «Allegro e Andante per pianoforte solo». Successivamente egli aggiunse, come terzo movimento, una propria revisione di un Rondò da lui composto nel 1786. L'opera fu pubblicata come Sonata per pianoforte in tre movimenti dall'editore Hoffmeister di Vienna. Secondo Hildesheimer la versione originaria del Rondò, datata 10 giugno 1786, era forse stata composta da Mozart per la sua allieva Franziska von Jacquin. Secondo Alfred Einstein, all'epoca della prima pubblicazione della Sonata il compositore doveva del denaro all'editore Hoffmeister e «senza dubbio estinse in parte il debito con questa Sonata».

## Caratteristiche
Il primo movimento, Allegro, in fa maggiore e in forma sonata, fa ampio uso di tecniche contrappuntistiche come l'imitazione e il canone, che richiamano Bach e Händel, e, dal punto di vista armonico, è caratterizzato da digressioni in tonalità minori anche molto lontane. La coda presenta inusuali modulazioni cromatiche.
Il secondo movimento, Andante, è anch'esso in forma sonata e si distingue per la struttura asimmetrica delle frasi e per l'audacia delle modulazioni. La tonalità è si bemolle maggiore.
Il terzo movimento, Rondò. Allegretto, è d'impostazione più rilassata in confronto ai primi due movimenti; il tema principale è ornamentato in modo differente ad ogni sua riapparizione. Vi è un episodio in tonalità minore di carattere contrappuntistico. Verso la fine Mozart introduce una sorta di cadenza, prima di far riapparire il tema principale nella parte del basso. La Sonata termina in modo sommesso.

## Fortuna critica
Cristoph Wolff, dopo aver rilevato che, secondo il biografo ottocentesco Otto Jahn, l'aggiunta del Rondò ai primi due movimenti per formare una sonata non sarebbe da attribuire a Mozart, scrive che questo «aspro giudizio, aggravato dall'assegnazione di due numeri diversi nel catalogo Köchel (1862) e in tutte le edizioni successive della Sonata, è responsabile dell'accoglienza generalmente sfavorevole che l'opera ha avuto e della sporadicità con cui è stata eseguita fino ai giorni nostri».
Sempre secondo Wolff, tuttavia, la classificazione del catalogo Köchel in due numeri distinti è erronea, in quanto fu lo stesso Mozart a far pubblicare l'opera in modo unitario come sonata in tre movimenti. Inoltre Wolff osserva che il Rondò finale, K. 494, non venne semplicemente aggiunto così com'era ai primi due movimenti, bensì Mozart lo rielaborò in modo significativo, «estendendolo con un elaborato passaggio in forma di cadenza di ventisette battute e trasformandolo da brano singolo in stile galante in autorevole finale per la sua sonata». Wolff sottolinea inoltre le dimensioni insolitamente ampie della sonata (duecentotrentanove battute), la sua particolare complessità compositiva, il suo rigore polifonico e le sue difficoltà tecniche, e scrive che la sonata «è innovativa, ambiziosa, vasta, complessa, tecnicamente sofisticata, concettualmente erudita seppur semplice ed elegante in superficie, ed esteticamente accattivante dall'inizio alla fine».